# (12264) 1990 CD
1990 سي دي (ويعرف أيضًا باسم (12264) 1990 سي دي وفق تسمية الكوكب الصغير) (بالإنجليزية: 1990 CD)‏ هو كويكب ضمن حزام الكويكبات؛ وترتيبه 12264 من حيث الاكتشاف.
اكتُشف هذا الجُرم الفلكي بواسطة Atsushi Sugie ‏ في 1 فبراير 1990.

## وصلات خارجية
- (12264) 1990 CD في قاعدة بيانات مختبر الدفع النفاث لأجرام النظام الشمسي الصغيرة

- الاكتشاف · مخطط المدار ·  العناصر المدارية · المعلمات المادية

- (12264) 1990 CD على موقع ويكي سكاي: DSS2, SDSS, GALEX, IRAS, Hydrogen α, X-Ray, Astrophoto, Sky Map, Articles and images